# TV CG 2
TV CG 2 est la deuxième chaîne du groupe de télévision publique monténégrine RTCG. Elle diffuse principalement des programmes de divertissement et des retransmissions sportives.